# Seiersberg-Pirka
Seiersberg-Pirka est, depuis 2015, une  municipalité du district de Graz-Umgebung en Styrie, en Autriche. Dans le cadre de la réforme structurelle des municipalités en Styrie, la municipalité, qui a été fondée le 1er janvier 2015, a été formée par la fusion des municipalités indépendantes de Seiersberg et Pirka .